# Luís Falcão
Luís Falcão foi professor de escrita para cinema na Escola Superior de Teatro e Cinema em Lisboa, onde se licenciou em argumento cinematográfico, no ano de 2001. Desde 2008 e até ao seu falecimento, foi professor na Escola Superior de Tecnologia de Abrantes, lecionando no curso de Vídeo e Cinema Documental.
Nascido em Lisboa no ano de 1975, repartiu a sua atividade entre a escrita e o ensino. Poeta, Argumentista e Professor de Cinema nas áreas de Dramaturgia, Escrita para Cinema e Teoria Cinematográfica, doutorou-se em Ciências da Comunicação para a Universidad Complutense de Madrid .Trabalhou como colaborador entre 1997 e 1999 na Sicfilmes como guionista, criou um curso de teatro entre vários projectos mas todos a volta do cinema
Publicou em 2007 o livro de poesia Pétalas Negras Ardem nos Teus Olhos, editado pela Assírio e Alvim.
Foi palestrante nas CreativeMorningsPorto, com o tema "Educação como processo humanizador" a 19 de Dezembro 2014.
Luís Falcão faleceu a 22 de Junho de 2015.

## Livros póstumos
2016 Bruma Luminosíssima, ed. Artefacto.
2017 uma exigência de infinito, ed. Artefacto.